# (10449) Takuma
(10449) Takuma ist ein Asteroid des Hauptgürtels, der am 16. Oktober 1936 von der französischen Astronomin Marguerite Laugier in Nizza entdeckt wurde.
Der Asteroid erhielt am 7. Januar 2004 den Namen des japanischen Astronomen Hitoshi Takuma (* 1949), der sich mit der Beobachtung von Sonneneruptionen und -flecken beschäftigt.